# Staurogyne argentea
Staurogyne argentea, biljna vrsta iz porodice primogovki. To je polugrm iz indijskih država Arunachal Pradesh, Assam, Meghalaya, Mizoram, Tripura; Bangladeša, Mjanmara i Andamana
Tipična je vrsta roda Staurogyne, opisana prvi puta 1831. u Plantae Asiaticae Rariores. Homotipski sinonim je Ebermaiera argentea. Postoje dva varijeteta

## Varijeteti
- Staurogyne argentea var. argentea
- Staurogyne argentea var. angustifolia (Wall.) E.Hossain

## Vanjske poveznice
- eFlora of India (sa slikama)